# 오이디푸스 (연극)
연극 오이디푸스는 고대 희랍의 극작가 소포클레스가 쓴 희곡을 바탕으로 무대에 올린 작품이다. 테베의 왕이 된 오이디푸스가 거대한 저주의 신탁에 매몰되어 비극으로 내몰리는 내용을 담고 있다. 문학성과 극적 효과로 여러 차례 무대에 오른 작품이다.

## 등장인물
- 오이디푸스
- 이오카스테
- 코린토스에서 온 사자
- 크레온
- 코러스 장
- 테레시아스

## 2019년 황정민 연극
공연기획사 샘컴퍼니는 서재형 연출, 한아름 대본으로 2019년 1월 29일부터 2월 24일까지 예술의전당 CJ토월극장에서 오이디푸스를 공연했다. 오이디푸스 역의 황정민 외에 배해선, 남명렬, 최수형, 박은석, 정은혜 등이 출연했다. 서울 공연에 이어 전주, 광주, 구리, 여수, 울산 등 5개 도시 투어를 진행한다.